# روس براون (لاعب اتحاد الرغبي)
روس براون (بالإنجليزية: Ross Brown)‏ هو لاعب اتحاد الرغبي نيوزيلندي، ولد في 8 سبتمبر 1934 في نيو بلايموث في نيوزيلندا، وتوفي بنفس المكان في 20 مايو 2014.

## وصلات خارجية
- روز براون عل موقع إسبنسكروم (الإنجليزية)